# Leptodon
 Leptodon es un género de aves de presa que pertenece a la familia Accipitridae. El género tiene dos especies, ambos nativos del continente americano:
| Especie             | Nombre común      | Descriptor   |
| ------------------- | ----------------- | ------------ |
| Leptodon cayanensis | Milano cabecigrís | Latham, 1790 |
| Leptodon forbesi    | Milano acollarado | Swann, 1922  |

L. cayanensis es una especie común, cuya área de distribución incluye Trinidad, México, América Central, y Sudamérica hasta Perú, Bolivia y el norte de  Argentina. Sin embargo, L. forbesi se limita al noreste de Brasil, y está en peligro de extinción.